# Saft el-Henneh
Saft el-Henneh, également appelé Saft el-Hinna, Saft el-Hinneh, Saft el-Henna, ou Saft el-Henneh, est un village et un site archéologique en Égypte. Il est situé dans le gouvernorat moderne d'Ach-Charqiya, dans le delta du Nil, à environ 7 km au sud-est de Zagazig, et correspond à l'antique cité égyptienne de Per-Sopdu ou Pi-Sopt.

## Nom
Le village moderne de Saft el-Henneh se trouve à l'emplacement de l'ancienne ville égyptienne de Per-Sopdu ou Pi-Sopt, ce qui signifie « Maison de Sopdu ». Elle était la capitale du vingtième nome de Basse-Égypte, et l'un des centres de culte les plus importants dans les dernières périodes de l'Égypte antique. Comme son nom ancien l'indique, cette ville était consacrée au dieu Sopdou, le dieu des frontières orientales de l'Égypte,.
À la fin de la Troisième Période intermédiaire, Per-Sopdou - appelée Pishaptu ou Pisapti, en akkadien, par les envahisseurs assyriens - était le siège de l'une des quatre grandes chefferies du Mâchaouach, avec Mendes, Sebennytos et Bousiris.

## Fouilles
En décembre 1884, l'égyptologue suisse Henri Édouard Naville effectue une mission d'enquête et de reconnaissance dans le ouadi Toumilat pour le compte de la Société d'exploration de l'Égypte. Il se rend à Saft el-Henneh, qui est alors un simple village d'agriculteurs. Sur place, il trouve des traces d'une ville antique sous ce village,.
Naville pense alors avoir trouvé l'ancienne ville de Phacusa dans le pays biblique de Goshen, bien que l'on suppose aujourd'hui que Phacusa se trouve sous la ville moderne de Faqus. Même si le site archéologique était menacé par le développement urbain et l'expansion des cultures, Naville réussit tout de même à découvrir plusieurs monuments du pharaon Nectanébo Ier de la XXXe dynastie, les murs d'enceinte d'un temple et d'autres attestations datant de la période ptolémaïque et de la période romaine. Mais il ne publie aucun rapport complet de ses fouilles,.

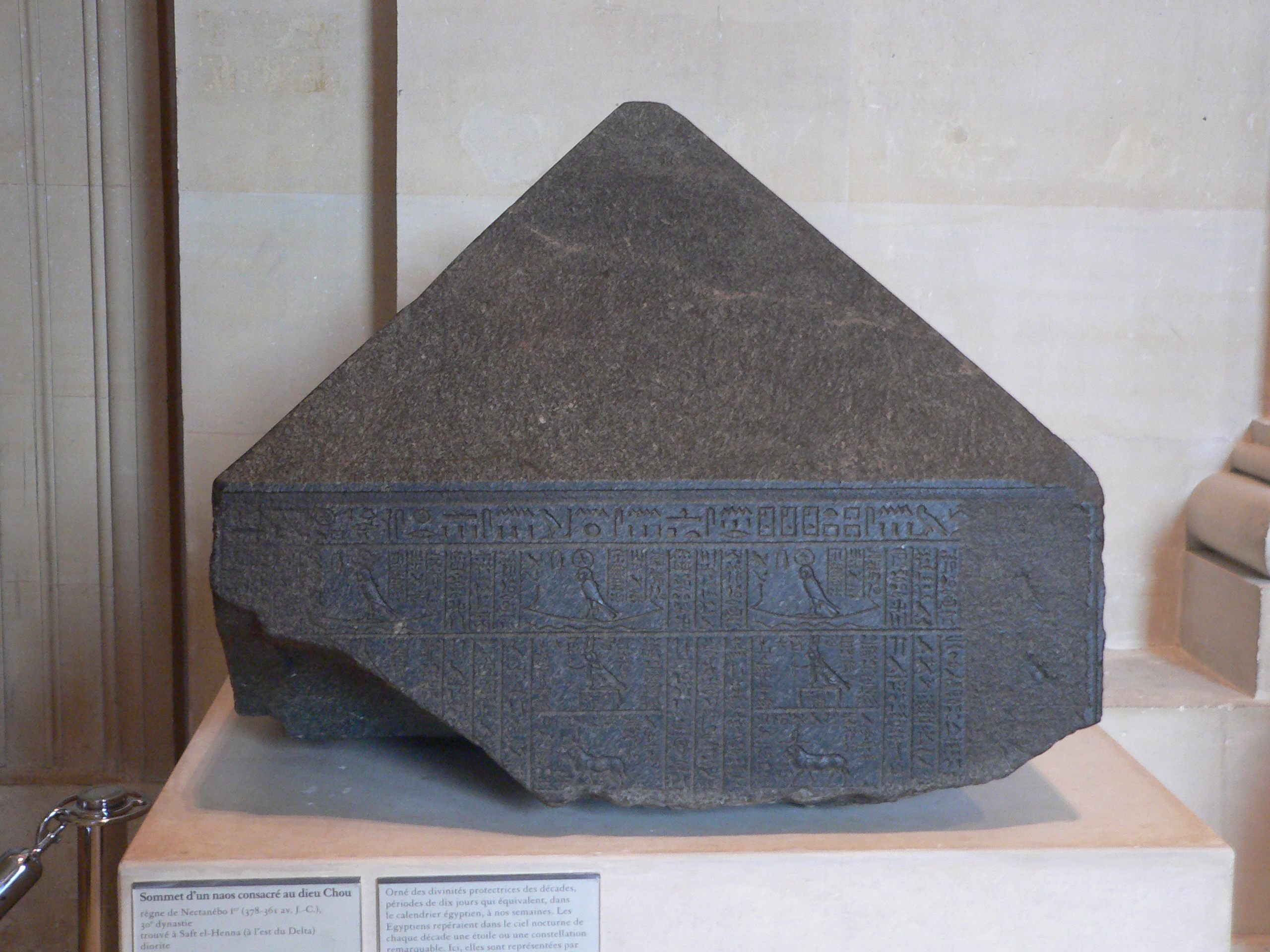
Le haut du naos des décades, conservé au Musée du Louvre.

Parmi les découvertes datées du règne de Nectanébo Ier, Naville découvre un naos dédié à Sopdou. Il est ensuite établi que ce naos faisait partie d'un groupe de quatre naos qui devaient être dans le temple dont Naville a découvert les murs sous Saft el-Hinna.
Les trois autres naos sont également découverts, bien que répartis dans d'autres endroits du Delta et non in situ. L'un d'entre eux était dédié au dieu Shou, certaines parties en ont été découvertes à Aboukir ; il est usuellement appelé le « naos des décades », et figure au XXIe siècle dans les collections du Musée du Louvre. Un autre de ces naos était dédié à la déesse Tefnout. Le quatrième, mal conservé, est découvert à El-Arich. Ils seraient attribuables à Nectanébo Ier, avec une réserve pour le dernier dont l'état de conservation ne permet pas de l'affirmer.
En 1906, Flinders Petrie se rend à son tour à Saft el-Henneh pour y mener une campagne de fouilles visant à découvrir les races d'une présence hébraïque dans l'Égypte ancienne. Il se rend vite compte que l'état du site est encore bien pire qu'à l'époque de son prédécesseur Naville. Il décide alors de creuser dans deux zones proches encore préservées, Kafr Sheikh Zikr et Suwa, qui s'avèrent être deux anciennes nécropoles de la même cité antique, Per-Sopdu. Cependant, comme Naville avant lui, Petrie n'a jamais publié de rapport complet de ses fouilles.

## Recherches récentes
Saft el-Hinna participe à la fin du XXe siècle à deux relevés de surface, dans le cadre du projet Wadi Tumilat commencé en 1977 et dans le cadre de relevé de l'ensemble du Delta par l'université de Liverpool (1983–1985). Ce dernier projet est dirigé par Steven Snape, qui indique que les ruines décrites par Naville un siècle auparavant n'existent quasiment plus, il n'en reste presque rien.
En combinant les preuves et indices archéologiques et philologiques, il est maintenant solidement établi que la zone sacrée de Per-Sopdu était divisée en deux parties, appelées Hut-nebes et Iat-nebes, et qui étaient reliées par un dromos.

## Artefacts
Les artefacts subsistants en provenance de Saft el-Henna sont principalement les restes des quatre naos. Parmi ceux-ci, le naos des décades a ses restes disséminés. Son pyramidion est conservé au Musée du Louvre. L'ensemble des restes subsistants de ce naos ont été rassemblés pour le reconstituer temporairement, à l'occasion de l'exposition « Trésors engloutis d'Égypte » en 2006 au Grand Palais, à Paris.
Georges Daressy écrit des articles sur plusieurs sculptures retrouvées, notamment une statue et un groupe sculpté.
Le musée Petrie d'archéologie égyptienne, à Londres, conserve d'autres objets, comme un collier avec perle caractéristique de cornaline gravée à l'indienne, trouvée lors des fouilles de la période ptolémaïque à Saft el-Henneh.

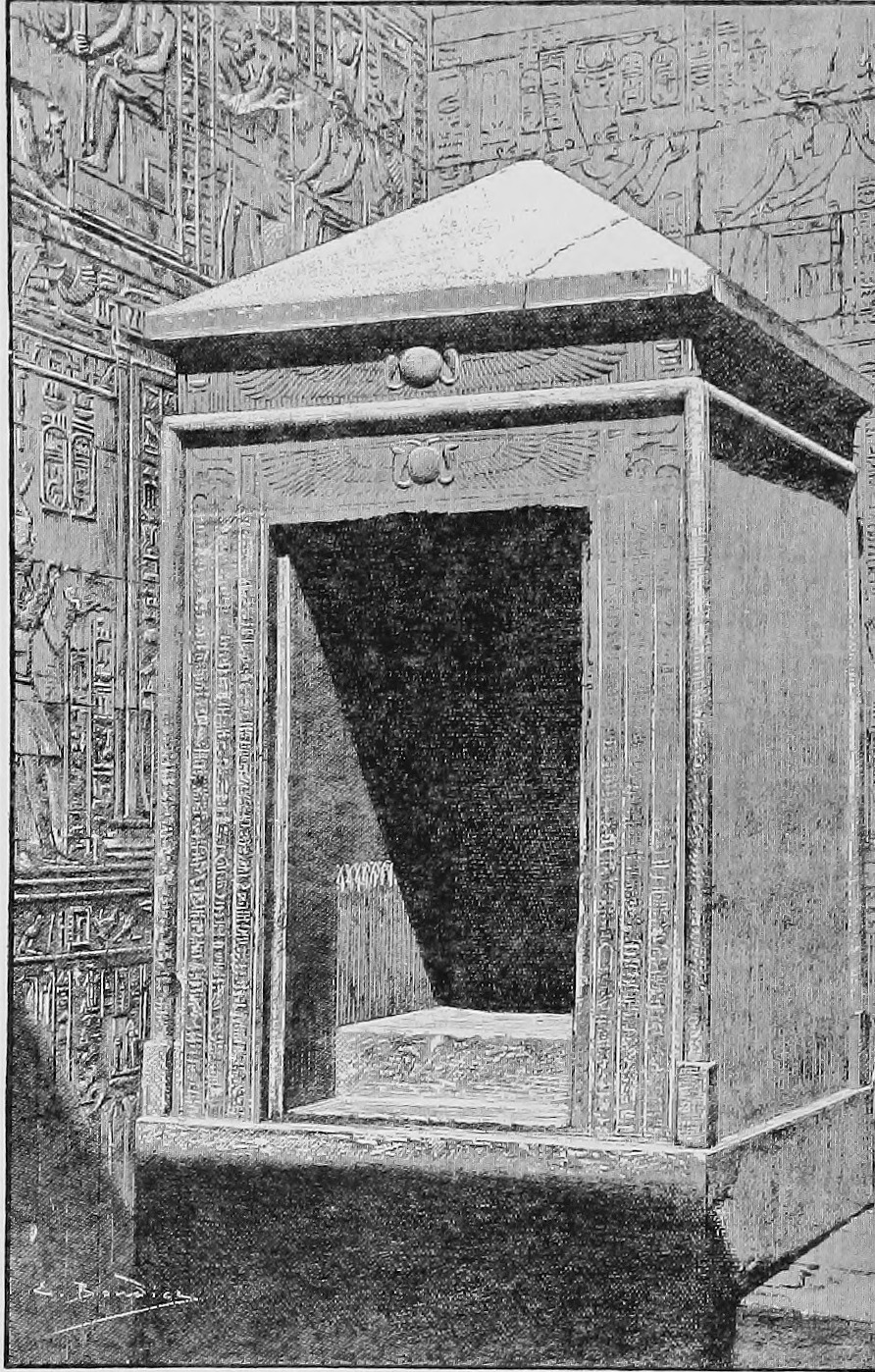
Un des naos à son emplacement d'origine, selon Gaston Maspero.
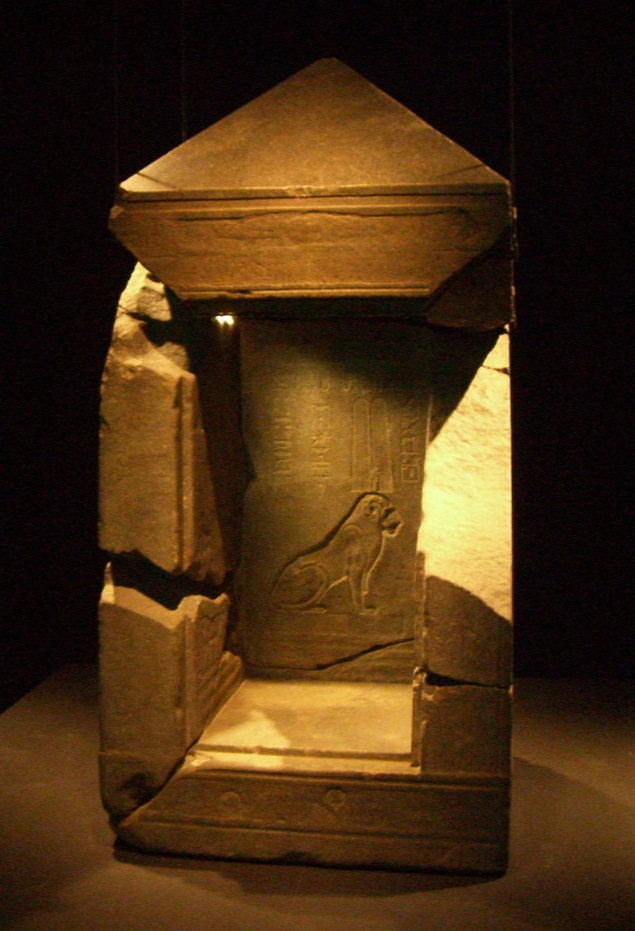
Le naos des décades reconstitué en 2006.
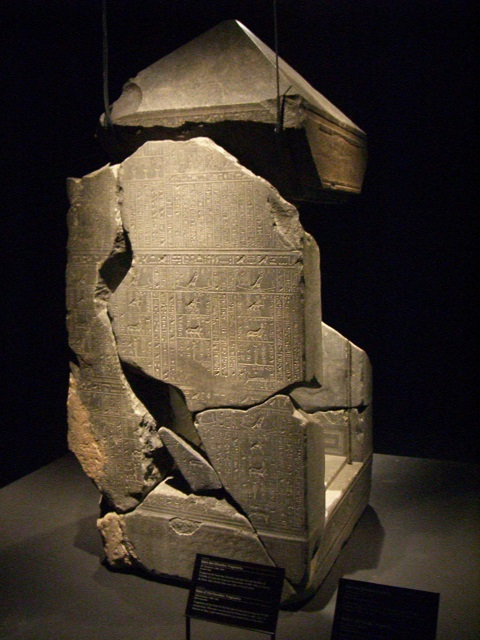
Arrière reconstitué du naos des décades.
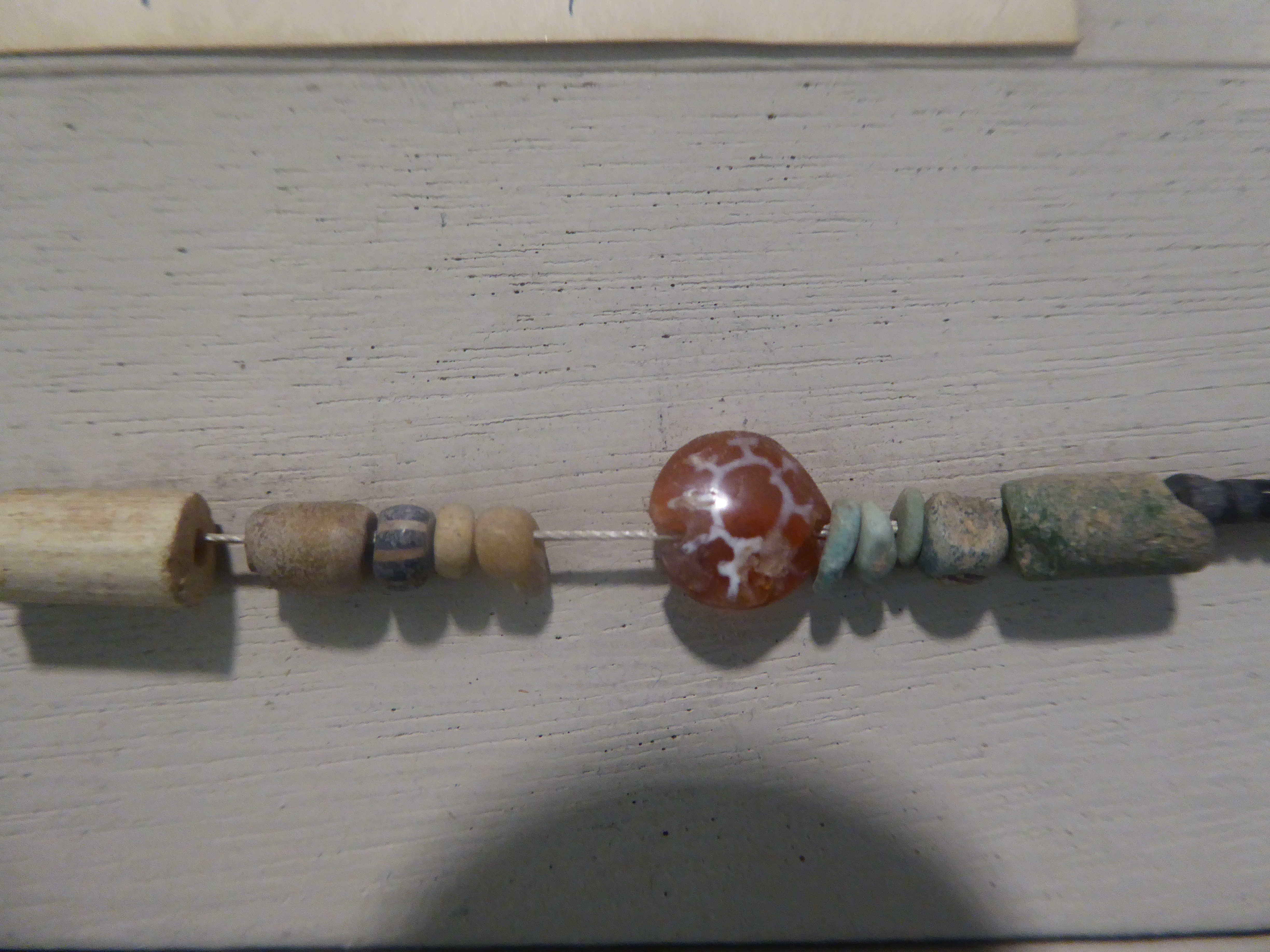
Collier avec perle de cornaline gravée.